# Orygocera tricolorella
Orygocera tricolorella is een vlinder uit de familie van de Depressariidae (Platlijfjes). Deze soort is voor het eerst wetenschappelijk beschreven als Rhozale tricolorella door Pierre Viette in een publicatie uit 1958.
De soort komt voor in Madagaskar.